# Subdivisions d'Antigua-et-Barbuda
 (décembre 2023).
Si vous disposez d'ouvrages ou d'articles de référence ou si vous connaissez des sites web de qualité traitant du thème abordé ici, merci de compléter l'article en donnant les références utiles à sa vérifiabilité et en les liant à la section « Notes et références ».

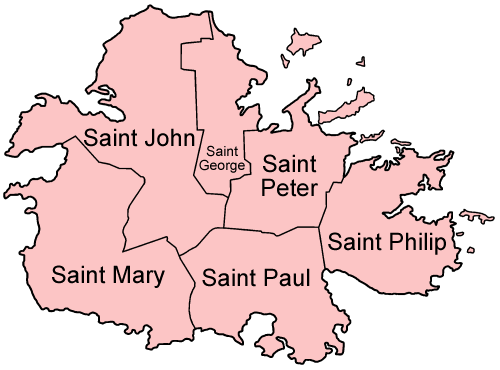
Carte des paroisses d'Antigua

Les subdivisions d'Antigua-et-Barbuda sont de deux types :
- six paroisses ;
- deux dépendances.

Les six paroisses sont :
- Saint-George ;
- Saint-John ;
- Saint-Mary ;
- Saint-Paul ;
- Saint-Peter ;
- Saint-Philip.

Les deux dépendances sont : 
- Barbuda ;
- Redonda.